# الغريزة اللغوية
الغريزة اللغويّة، هو كتاب من تأليف ستيفن بينكر في عام 1994م، وكتب للمتلقّين بشكل عام بدون التوجّه لشريحة معيّنة. يتناول الكتاب فكرة أنّ البشر يولدون مع قدرة فطريّة على تعلم اللغة واستعمالها. كما يؤيّد ادّعاء نعوم تشومسكي بأن كل لغة بشريّة تظهر دليل على وجود قواعد لغوية عالميّة؛ إلا أنه يخالف تشكك تشومسكي حول أنّ نظرية التطور يمكن أن تفسّر الغريزة اللغويّة البشريّة.

## الفرضية
ينتقد بينكر عدداً من الأفكار الشّائعة حول اللغة، على سبيل المثال (أنّه يجب على الأطفال تعلّم كيفيّة استعمال اللغة، وأن قواعد اللغة صعبة لمعظم النّاس، وأنّ جودة اللغة تتناقص باستمرار، وأنّ اللغة لها تأثير على مجموعة أفكار الأشخاص، وأنّه تم تعليم الحيوانات باللغة).
ينظر بينكر إلى اللغة على أنها قدرة فريدة للبشر، وينتجها التطوّر من أجل حل مشكلة التّواصل بين الفئات المختلفة في المجتمع. ويقارن اللغة بالتكيّفات المتخصصة في الأنواع الأخرى مثل سلوك العنكبوت عند حياكة شبكته، أو بناء القنادس للسدود؛ بنظر بينكر إن كل من حياكة الشبكة وبناء السدود واستخدام اللغة ليست إلا غرائز فطريّة.
من خلال تسمية اللغة بالغريزة، يحاول بينكر أن يوضّح أنّ اللغة ليست اختراعاً بشريّاً مثل الكتابة أو الأعمال الصناعيّة، لأنّه في حين أن بعض الثقافات فقط في السابق كانت تعرف الكتابة والصناعة دون الثقافات الأخرى، كانت جميع الثقافات في العالم تعرف كيف تتواصل مع بعضها البعض باستخدام اللغات.
كدليل آخر على شمولية اللغة حول العالم، بيكر يستند على أعمال ديريك بيكرتون، منوّهاً إلى أن الأطفال يتواصلون بشكل عفوي بلغة ثابتة قواعديّاً حتى ولو نشؤوا في بيئة مختلفة الثقافات تتحدث بلغة غير رسمية وبقواعد غير صحيحة أو ثابتة.
الأطفال الصم الصغار يستعملون أيديهم للإشارة إلى ما يريدونه كما أنهم يهمهمون بما يريدونه تماماً كما يفعل الأطفال الأصحّاء، أي أن هؤلاء الأطفال يستعملون لغة ثابتة وقواعد صحيحة وحتى أنهم يخترعون لغة إشارة صحيحة منذ الصغر بدلاً من الإشارة بالأصابع وإصدار أصوات غير مفهومة من أجل التواصل.
كما تتطوّر اللغة حتى في غياب التّعليم الرّسمي أو المحاولات النشطة من قبل الآباء من أجل تصحيح قواعد أطفالهم. تشير هذه العلامات كلّها إلى أنّه بدلاً من أن تكون اللغة اختراعاً بشرياً، فإن اللغة هي فدرةٌ إنسانيّةٌ فطريّةٌ. كما يفرّق بينكر بين اللغة وبين قدرة البشر العامّة على التّفكير، مؤكدّاً أنها ليست مجرّد علامة على الذكاء المتقدّم، بل هي وحدة عقليّة متخصصة.
كما أنّه يميّز المفهوم اللغوي للقواعد مثل استعمال الصفات، عن القواعد الرّسميّة مثل تلك الموجودة في دليل أسلوب الكتابة الإنجليزيّة الأمريكيّة؛ ويبين في مثال له أن قواعد أحرف الجر لا تسمح بإنهاء أي جملة بحرف جر لأنّ ذلك غير مناسب، وهذا يجب أن يتم تعليمه للمتلقّي بشكل صريح، إلا أنّه لا علافة لهذه القاعدة بالتواصل الفعليّ لذلك يجب أن يتمّ تجاهلها.
يحاول بينكر تتبّع الخطوط العريضة لغريزة اللغة عن طريق الاستشهاد بدراساته الخاصّة حول اكتساب اللغة عند الأطفال، وأعمال العديد من اللغويين والأخصائيين النفسيين في مجالات متعددة، بالإضافة إلى العديد من الأمثلة من الثقافة الشعبيّة.
ويلاحظ على سبيل المثال، أن أنواعاً معيّنة من تلف الدماغ تتسبب في ضعفٍ معيّنٍ في اللغة، مثل فقدان القدرة على الكلام أو حبسة فيزنيك، وأنّ أنواعاً معينة من التّركيب النحويّ يصعب فهمها على وجه الخصوص، ويبدو أنّ هناك فترة حرجة للغة في مرحلة الطفولة (تماماً كما يوجد فترة حرجة عند القطط لتطوير الرؤية في الصّغر).
تشير العديد من أقسام الكتاب إلى مفهوم تشومسكي لقواعد النّحو العالمي، وهو النحو الذي يتلائم مع جميع لغات العالم. ويوضّح بينكر أنّ القواعد العالميّة تمثّل بنى محددة في الدّماغ البشريّ، وتقوم هذه البنى بالتعرّف على القواعد العامّة للخطاب البشري؛ مثل قاعدة وضع الصفات قبل أو بعد الأسماء، ثم البدء بعمليّة تعلم سريعة ومتخصصة لا يمكن تفسيرها على أنها نتيجة للمبادئ الأولى أو المنطق البحت.
هذه الآليّة التعليميّة موجودة فقط من خلال فترة حرجة محدّدة من الطفولة، ثم يتم تفكيكها لاحقاً من أجل النمو السليم، وتحرير الموارد في الأدمغة المتعطّشة للطاقة.

## التلقي
قام اللغويّ الإنكليزيّ جيفيري سامبسون بتحدّي افتراضات بينكر حول اللغة الفطرية؛ وقال سامبسون "إمّا أن المنطق مخادع، أو أنّ البيانات الواقعيّة غير صحيحة، أو في بعض الأحيان كلاهما).
ريتشارد ويبستر، الذي كتب «لماذا كان فرويد مخطئاً» (1995م)، يستنتج أنّ بينكر يجادل بشكل مقنع بأنّ القدرة البشريّة لاستعمال اللغة هي جزء من الهبة الوراثية المرتبطة بالتطوّر من خلال الانتقاء الطّبيعي للشبكات العصبيّة المتخصّصة داخل الدماغ، وأنّ هجومه على «النموذج القياسيّ للعلوم الاجتماعيّة» للطبيعة البشريّة فعّال للغاية.
يقبل ويبستر حجّة بينكر بأنّه بالنسبة للدوافع الأيديولوجيّة، قلّل علماء الاجتماع في القرن العشرين من مدى تأثُّر الطّبيعة البشريّة بالوراثة. ومع ذلك، يرى ويبستر أنّ تكهّنات بينكر حول الشّبكات العصبيّة المتخصّصة الأخرى التي يمكن أن تكون قد تطوّرت داخل الدماغ البشريّ كـ «الميكانيكا البديهيّة» و«البيولوجيا البديهيّة» أمر مشكوك فيه؛ ويعتقد أنّ هناك خطراً من أنهم ستتم معاملتهم من قبل الآخرين كعِلم. يعتقد ويبستر أنّ هذه التكهّنات تقوّي مؤيديّ الحتميّة الوراثيّة المتطرّفة.